# Peter Döbler

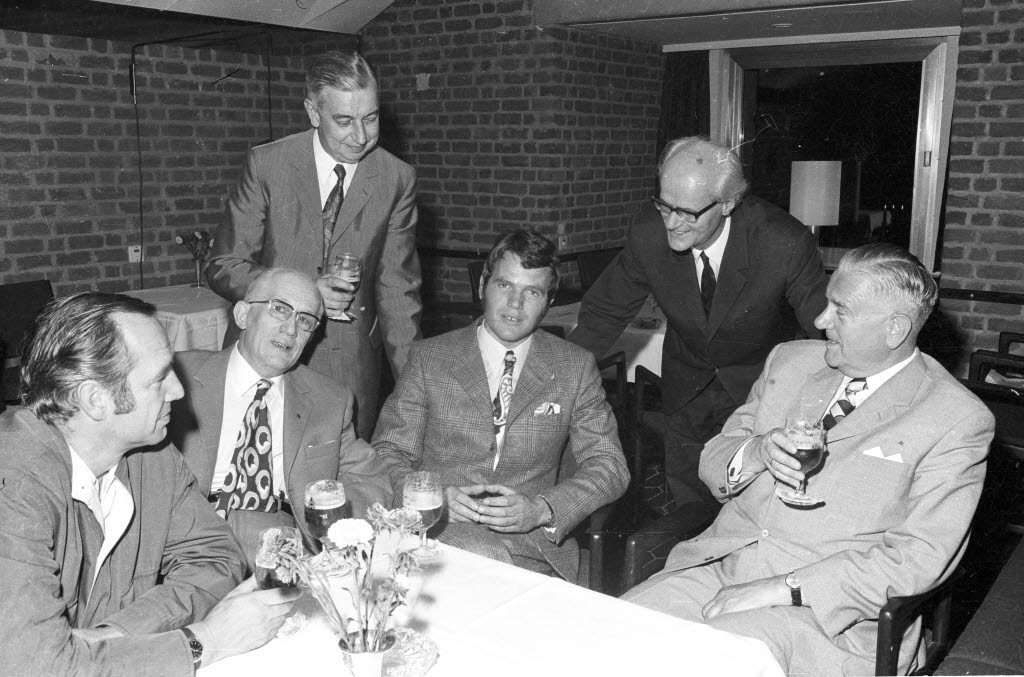
Peter Döbler (Bildmitte) bei der Begrüßung in Kiel (1971)

Peter Döbler (geboren am 29. Juli 1940 in Rostock) ist ein deutscher Arzt, der im Juli 1971 durch seine Flucht aus der DDR bekannt wurde, bei der er 45 Kilometer von Kühlungsborn nach Fehmarn durch die Ostsee schwamm.

## Leben in der DDR
Peter Döbler hätte aufgrund der bis in die 1960er Jahre geltenden Vorgabe, Arbeiterkinder vorrangig zum Studium zuzulassen, trotz eines Abiturdurchschnitts von 1,6 keinen Studienplatz erhalten. Da sein Vater, der als selbstständiger Steuerberater arbeitete, innerhalb der Immatrikulationsfrist verstarb und sich damit der Status des Sohnes änderte, konnte Döbler Medizin studieren. Dieses Erlebnis führte ihn zu einer kritischen Haltung gegenüber der DDR, die seinem beruflichen Fortkommen im Wege stand und sogar verhinderte, dass ihm eine Wohnung zugewiesen wurde, obwohl er bereits verheiratet war und ein Kind hatte.
Während seiner Dienstzeit als Arzt fuhr Döbler im Alter von 27 Jahren auf einem volkseigenen Heringsfänger mit. Als begeisterter Sportangler, der schon DDR-Jugendbezirksmeister im Friedfischangeln gewesen war, fing er von diesem Fabrikschiff aus einen Blauhai.

## Flucht
Für seine Flucht erwog er verschiedene Strecken: von Polen aus mit einem Faltboot, von Bulgarien nach Griechenland oder schwimmend vom Darß. Diese Strecken schienen Döbler jedoch gründlicher überwacht als die Route von Kühlungsborn nach Fehmarn. Döbler bereitete sich ein Dreivierteljahr intensiv auf seine Flucht vor: Er übte sich im Konditionstraining, wofür er, auch im Winter, regelmäßig 20 Kilometer von Kühlungsborn nach Warnemünde sowie in der Warnow schwamm, machte Kraftsport und autogenes Training und studierte Strömungen und Windverhältnisse und den DDR-Grenzschutz. Er beschaffte sich Informationen über die Grenzboote in der betreffenden Region und überprüfte die Sichtverhältnisse im Bereich der Grenzscheinwerfer der DDR. Im Jahr vor seiner Flucht ließ er sich scheiden. Den Kontakt zu seiner Mutter reduzierte er, um sie nicht zur Mitwisserin zu machen. Vor seinem Aufbruch schrieb er ihr einen Brief, in dem er sie anwies, ihn wegen Republikflucht anzuzeigen, damit sie unter seiner Unternehmung nicht zu leiden hätte. Seine Mutter folgte dieser Anweisung und konnte bei den Verhören durch die Stasi glaubhaft machen, dass sie in die Fluchtpläne nicht eingeweiht worden war.
Dass jemand einen Fluchtversuch unternommen haben musste, bemerkte man in Kühlungsborn am 25. Juli 1971 etwa um 23 Uhr, als man Döblers Kleidung fand, die er am Spätnachmittag in einem Gebüsch versteckt zurückgelassen hatte. Kampfschwimmer und Boote suchten das Meer ab. Gegen Mitternacht nahm Döbler die Suchscheinwerfer wahr, konnte sich aber durch Abtauchen retten.
Döbler orientierte sich am Sternenhimmel und mit einem Kompass. Er trug einen Neoprenanzug (den er sich über einen westdeutschen Bekannten, für den er auf der Leipziger Messe jobbte, besorgt hatte), Flossen für Hände und Füße und war mit einem aufblasbaren Schwimmring, Schokolade, Schmerztabletten und Methamphetamin ausgerüstet. In seinem Gürtel führte er, wasserdicht verpackt, seine Zeugnisse mit, um in der Bundesrepublik Deutschland als Arzt arbeiten zu können. Nach ungefähr einem Tag wurde er vor Staberhuk von einem Motorsegler aufgenommen und ließ sich zur Polizei bringen. Die Distanz Kühlungsborn nach Fehmarn war mit 45 km die längste Strecke, die je ein DDR-Flüchtling schwimmend überwand.

## Nach der Flucht
In der Bundesrepublik lebte er zunächst bei einer Verwandten in Kiel. Am dortigen Universitätsklinikum fand er schnell eine Stelle. Später ließ er sich als Urologe in Hamburg nieder, wo er auch promovierte. Seinem Hobby, dem Angelsport, ging er bei zahlreichen Reisen zunächst auf den Malediven und dann auf den Kapverdischen Inseln nach. Über das Hochseeangeln schrieb er zusammen mit Alexander Kölbing ein Buch. 1974 half er seinem Bekannten Erhard Schelter, ebenfalls aus der DDR zu fliehen.
Nachdem er seine Praxis 1994 verkauft hatte, zog er 1995 auf die Kapverden, wo er im Sommer von Fischfang und Angeltourismus lebte. Döbler garantierte seinen Chartergästen einen Marlinfang von seinem Boot „Bebiche“ aus. Die Winter verbrachte er in Deutschland und übernahm Notdienste als Arzt. 2007 zog er mit seiner zweiten Ehefrau und dem gemeinsamen Sohn nach Hamburg zurück, wo er (Stand 2021), mit 81 Jahren, noch immer im Notdienst arbeitet.
Der im Januar 2011 erstmals im Fernsehen gezeigte Dokumentarfilm Freiheit um jeden Preis. Die spektakulärsten Fluchtversuche aus der DDR befasst sich auch mit Döblers Flucht. Im September 2021 erschien der Tatsachenroman Kurs Nordwest: Wie der Arzt Peter Döbler 45 km in die Freiheit schwamm von Rob Lampe, der auf Döblers Leben basiert. Laut dem Autor schildert der Roman zu 90 Prozent wahre Begebenheiten.

## Publikationen
- mit Albert Kölbing, Peter Döbler: Big Marlin: Hochseeangeln in allen Weltmeeren. BLV-Verlagsgesellschaft, München/Wien/Zürich 1986, ISBN 3-405-13231-2.